# Skallön
Skallön este o arie protejată (arie specială de conservare — SAC, sit de importanță comunitară — SCI) din Suedia întinsă pe o suprafață de 371,2 ha, integral pe uscat.

## Localizare
Centrul sitului Skallön este situat la coordonatele 64°34′01″N 21°26′39″E / 64.567°N 21.4442°E.

## Înființare
Situl Skallön a fost declarat sit de importanță comunitară în iulie 2000 pentru a proteja un număr necunoscut de specii din flora spontană și fauna sălbatică aflate în arealul zonei. Situl a fost protejat și ca arie specială de conservare în martie 2011.

## Biodiversitate
Situată în ecoregiunile boreală și marină baltică, aria protejată conține 11 habitate naturale: Lacuri și iazuri distrofice naturale, Litoraluri nisipoase din Baltica boreală cu vegetație perenă, Pășuni de coastă din Baltica boreală, Mlaștini turboase de tranziție și turbării mișcătoare, Păduri naturale în etape succesive primare ale suprafețelor emergente de coastă, Terase mlăștinoase și terase nisipoase neacoperite de apă la reflux, Lagune de coastă, Mlaștini împădurite, Recifuri, Insulițe și insule mici din Baltica boreală, Taiga vestică.
La baza desemnării sitului se află un număr nedeclarat de specii protejate.